# La Casita
La Casita es un lugar designado por el censo ubicado en el condado de Starr en el estado estadounidense de Texas. En el Censo de 2010 tenía una población de 128 habitantes y una densidad poblacional de 810,18 personas por km².

## Geografía
La Casita se encuentra ubicado en las coordenadas 26°20′13″N 98°44′1″O / 26.33694, -98.73361. Según la Oficina del Censo de los Estados Unidos, La Casita tiene una superficie total de 0.16 km², de la cual 0.16 km² corresponden a tierra firme y (0%) 0 km² es agua.

## Demografía
Según el censo de 2010, había 128 personas residiendo en La Casita. La densidad de población era de 810,18 hab./km². De los 128 habitantes, La Casita estaba compuesto por el 99.22% blancos, el 0% eran afroamericanos, el 0% eran amerindios, el 0% eran asiáticos, el 0% eran isleños del Pacífico, el 0% eran de otras razas y el 0.78% pertenecían a dos o más razas. Del total de la población el 100% eran hispanos o latinos de cualquier raza.